# Impulstheorie
Impulstheorie is een theoretische benadering van de werking van een scheepsschroef of een propeller, waarbij de schroef of de propeller gemodelleerd wordt als een schijf zonder dikte.

## Theorie

### Axiale impulstheorie

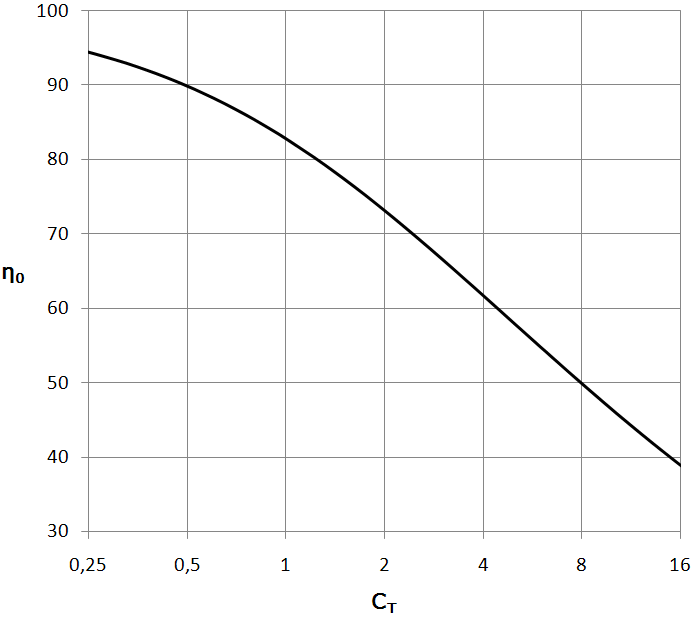
Ideale rendement als functie van schroefbelasting

In 1865 ontwikkelde W.J.M. Rankine de axiale impulstheorie (en:Axial Momentum Theory of Actuator Disk Theory) die door Alfred George Greenhill in 1888 en door R.E. Froude in 1889 verder uitgewerkt werd. In deze theorie wordt de door de schroef veroorzaakte snelheid in de omringende vloeistof benaderd. Hierbij wordt de schroef vervangen door een 'trekkende schijf' (actuator disk) met een oneindig aantal bladen, waarbij geen rekening wordt gehouden met de viscositeit van de vloeistof en de door de schroef opgewekte rotatie.
Doordat de vloeistof geen rotatie ondervindt, is de druk p0 ver voor de schroef gelijk aan die ver achter de schroef. Het blijkt verder dat de snelheid ver achter de schroef vaa twee maal zo groot is als va, de geïnduceerde snelheid in axiale richting. Met deze aannames is de stuwkrachtcoëfficiënt CT te bepalen waarmee de schroefbelasting uitgedrukt kan worden:
{\displaystyle C_{T}={\frac {T}{{\frac {1}{2}}\cdot \rho \cdot S\cdot V_{e}^{2}}}}
waar:
- T = stuwkracht
- ρ = dichtheid
- S = oppervlakte van de schroef = π * (D/2)²
- Ve² = instroomsnelheid

Het vermogen benodigd om een bepaalde stuwkracht te leveren is:
{\displaystyle P={\sqrt {\frac {T^{3}}{2\rho \cdot S}}}}
Het rendement wordt gegeven door:
{\displaystyle \eta _{0}={\frac {1}{1+{\frac {v_{a}}{V_{e}}}}}={\frac {2}{1+{\sqrt {1+C_{T}}}}}}
Dit is het maximaal haalbare rendement van een schroef in een niet-viskeuze vloeistof waar deze geen rotatie ondervindt en wordt daarom het ideale rendement genoemd. Uit de formule volgt dat voor een gegeven stuwkracht het rendement verhoogd kan worden door de schroefdiameter te vergroten.

### Impulstheorie
Froude paste de theorie aan door ervan uit te gaan dat er naast een axiale versnelling ook een hoekversnelling plaatsvindt. Dit wordt de impulstheorie genoemd en hierin wordt dus rekening gehouden met de door de schroef opgewekte rotatie wat leidt tot een realistischer model van een schroef.

## Andere theorieën
De bladelementtheorie is een praktische benadering, waarbij het effect van de schroefgeometrie op de opbrengst verklaard wordt, maar waarbij uitgegaan wordt van een foutieve ideale efficiëntie van 100%. Beide theorieën hadden aanhangers die pas met de werveltheorie bij elkaar gebracht werden. Deze verklaart beide theorieën en bracht deze op een niveau waarbij theorie overeenkwam met experimentele uitkomsten, zodat het bruikbaar werd voor ontwerpdoeleinden.